# 가라스야마선
가라스야마선(일본어: 烏山線, からすやません)은 동일본 여객철도의 철도 노선 가운데 하나이다. 일본 도치기현 시오야군 다카네자와정에 있는 호샤쿠지역과 나스카라스야마시에 있는 가라스야마역을 잇는다.

## 역사
- 1923년 4월 15일: 전 구간이 개통함.

## 운행 형태
노선을 왕복 운행하는 열차와 도호쿠 본선 우쓰노미야역까지 운행하는 열차가 각각 있다.

## 차량
- 키하40계 동차(ja)
- EV-E301계 전동차(ja, 축전지로 구동하는 전동차)

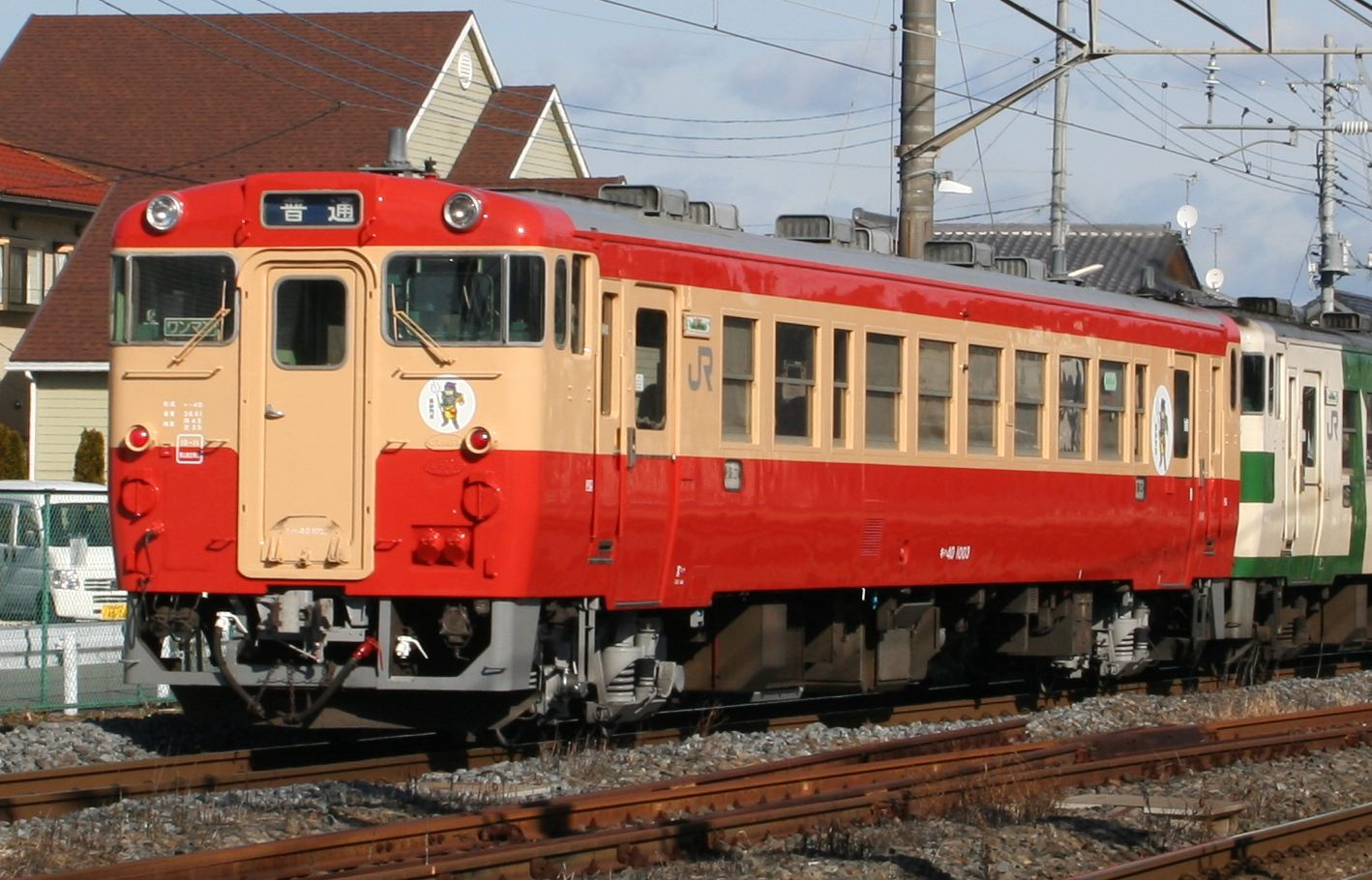
키하40계 동차
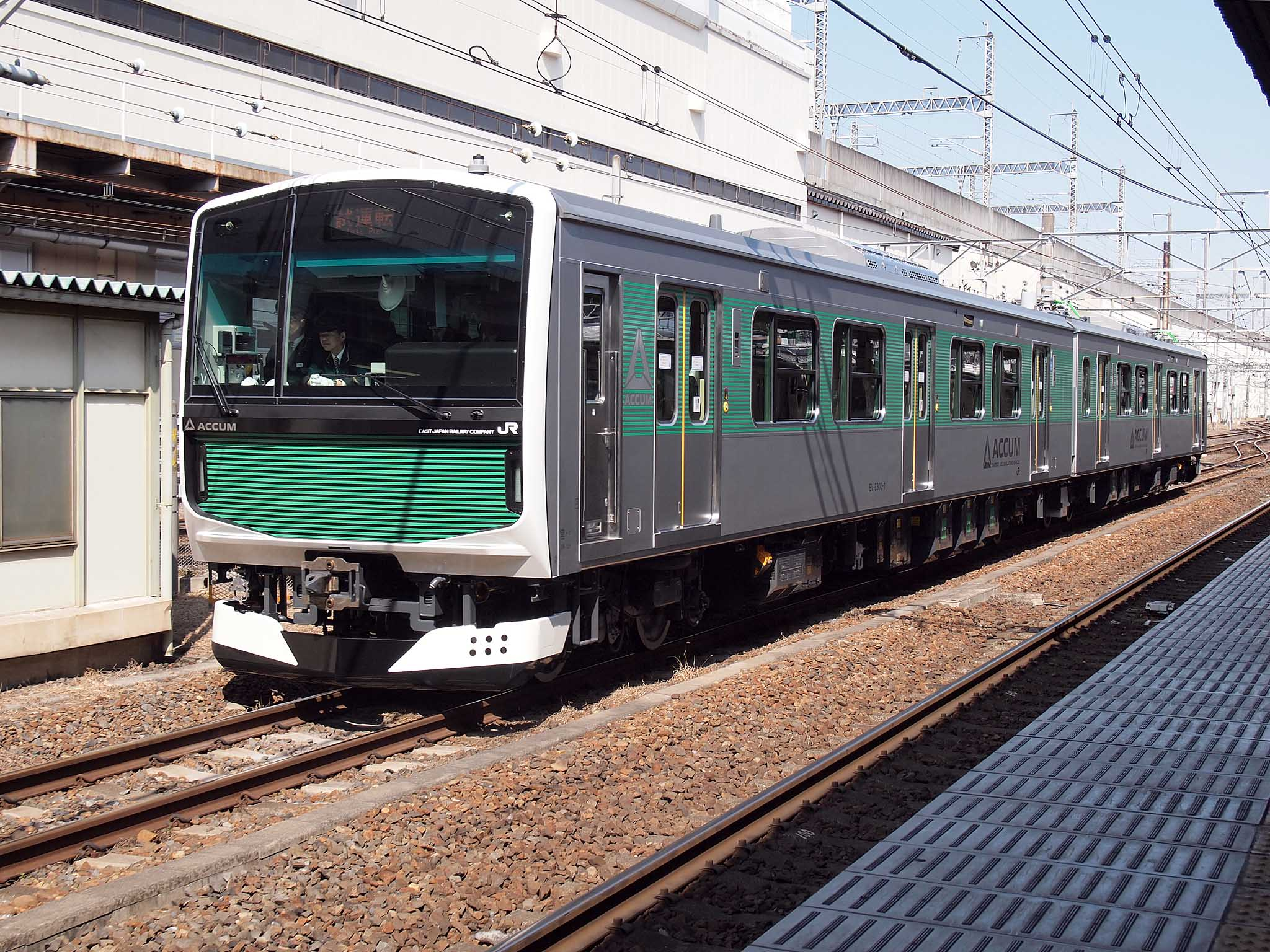
EV-E301계 전동차

## 역 목록
| 역 이름          | 일본어 이름 | 영업 거리 (km) | 접속 노선                   | 소재지   | 소재지                |
| ---------------- | ----------- | -------------- | --------------------------- | -------- | --------------------- |
| 호샤쿠지         | 宝積寺      | 0.0            | 도호쿠 본선(일부 직결 운행) | 도치기현 | 시오야군 다카네자와정 |
| 시모쓰케하나오카 | 下野花岡    | 3.9            |                             | 도치기현 | 시오야군 다카네자와정 |
| 니타             | 仁井田      | 5.9            |                             | 도치기현 | 시오야군 다카네자와정 |
| 고노야마         | 鴻野山      | 8.3            | 나스카라스야마시            | 도치기현 |                       |
| 오가네           | 大金        | 12.7           | 나스카라스야마시            | 도치기현 |                       |
| 고바나           | 小塙        | 15.3           | 나스카라스야마시            | 도치기현 |                       |
| 다키             | 滝          | 17.5           | 나스카라스야마시            | 도치기현 |                       |
| 가라스야마       | 烏山        | 20.4           | 나스카라스야마시            | 도치기현 |                       |